# Ahrensburgcultuur
De Ahrensburgcultuur (ca. 11.200 v.Chr. – ca. 9500 v.Chr.) was een laat-paleolithische, volgens sommigen mesolithische, cultuur tijdens de Jonge Dryas, de laatste koudeperiode voor het einde van het Weichselien. De cultuur is genoemd naar het dorp Ahrensburg, 25 km ten noordoosten van Hamburg in de Duitse deelstaat Sleeswijk-Holstein, waar houten pijlschachten en knotsen zijn opgegraven. Archeologen hebben daar drie belangrijke nederzettingen gevonden:
- Meiendorf uit de Oude Dryas, ca 10.000 v.Chr.– ca 9700 v.Chr., met vondsten uit de zogenaamde Hamburgcultuur.
- Stellmoor met een lagere laag van de Hamburgcultuur en een hogere laag van de Ahrensburgcultuur.
- Borneck dat ook tot de Ahrensburgcultuur behoort.

De nederzettingen lagen dicht bij de rand van de ijskap, het landschap was toendra met in groepen staande zachte berken en lijsterbes. De belangrijkste prooi waren de wilde rendieren en de jagers trokken door een gebied met een oppervlakte van wel 100.000 km².
De nederzetting Stellmoor was slechts een deel van het jaar bewoond, vooral in oktober. Er zijn daar botten gevonden van 650 rendieren. Er werd gejaagd met pijl-en-boog. In Stellmoor zijn ook goed bewaard gebleven pijlschachten gevonden van grenenhout, bedoeld voor de kenmerkende skaftunge-pijlpunten van vuursteen. Er zijn enkele intacte rendierskeletten gevonden, met pijlpunten in de borst, waarschijnlijk waren dit offers aan hogere machten. De archeologen hebben bij de nederzettingen steencirkels gevonden, mogelijk waren dat de funderingen van huiden tenten.
In het Belgische Kluisbergen is tussen de Schelde en de Kluisberg een prehistorisch jagerskamp opgegraven dat wordt toegeschreven aan de Ahrensburgcultuur. Er zijn honderden vuursteensplinters teruggevonden, ijzerzandstenen die een ronde haard vormden, en oker waarmee vermoedelijk tenten waterdicht werden gemaakt. De aslaag is door koolstofdatering gesitueerd tussen 11.000 en 10.700 jaar voor Christus.
De relatie tussen de Ahrensburgcultuur en de Hamburgcultuur is onzeker. De nederzetting bij Jels in Sønderjylland behoort waarschijnlijk tot de Hamburgcultuur. Een andere cultuur van rendierjagers, de Brommecultuur, is bekend uit verschillende nederzettingen in Denemarken en van de nederzetting bij Segebro, dicht bij Malmö, voor zover bekend de oudste nederzetting in Zweden.
De Brommecultuur behoort tot de warmere Allerød-interstadiaal tussen de Oude en de Jonge Dryas, ca. 9700-9000 v.Chr., met bossen zachte berken. De Brommecultuur en de Ahrensburgcultuur lijken zoveel op elkaar dat ze soms samen de Lyngbycultuur worden genoemd.